# Crepidotus carpaticus
Crepidotus carpaticus är en svampart som beskrevs av Pilát 1929. Enligt Catalogue of Life ingår Crepidotus carpaticus i släktet rödmusslingar,  och familjen Inocybaceae, men enligt Dyntaxa är tillhörigheten istället släktet rödmusslingar,  och familjen Crepidotaceae. Artens status i Sverige är: Ej påträffad. Inga underarter finns listade i Catalogue of Life.